# Gorgon (Inhumano)
Gorgon es un personaje ficticio que aparece en los cómics estadounidenses publicados por Marvel Comics. Gorgon también es miembro de la Familia Real de los Inhumanos, una raza de seres superpotentes que habitan la ciudad oculta de Attilan.
Gorgon es retratado por Eme Ikwuakor, en la serie de televisión de Marvel Cinematic Universe 2017, Inhumans.

## Historial de publicación
El personaje apareció por primera vez en The Fantastic Four #44, de noviembre de 1965, y fue creado por Stan Lee y Jack Kirby.

## Biografía
El hijo del archivista Milena y arquitecto Korath (hermano del anterior rey Agon), Gorgon Petragon es un primo del rey Black Bolt y miembro de la Familia Real de los Inhumanos. Como es costumbre entre los Inhumanos, Gorgon estuvo expuesto a la Niebla Terrigena cuando era un adolescente, ganando fuerza, mientras que sus pies se transformaron en pezuñas, capaces de generar ondas sísmicas altamente destructivas. Como adulto, Gorgon se convirtió en el guardaespaldas personal de Black Bolt y es responsable de capacitar a los jóvenes recientemente expuestos a la Niebla Terrigena en el uso de sus poderes y habilidades recién adquiridos.
Gorgon primero deja la ciudad inhumana de Attilan para rescatar a Medusa (que sufría de amnesia en ese momento), que se perdió en el mundo exterior. Esto lleva a una batalla con los Cuatro Fantásticos, que rescataron a Medusa del equipo de supervillanos, Los 4 Terribles. Después de hacer contacto con el mundo exterior, Gorgon y el resto de la Familia Real tienen varios encuentros con los Cuatro Fantásticos a lo largo de los años, buscando su ayuda contra enemigos como el hermano de Black Bolt, Maximus,Psycho-Man y Espectro.
Con varios otros Inhumanos, Gorgon también lucha contra el villano principal Mandarín, ayuda a liberar a Maximus, viaja a América para buscar al desaparecido Black Bolt, y lucha contra Magneto. A lo largo de los años, y con la continua exposición al mundo exterior, Gorgon tiene muchas aventuras, que generalmente tienen lugar en compañía de otros miembros de la Familia Real.
Los momentos importantes para Gorgon incluyen desafiar al Consejo de Genética de Attilan y ayudar a ocultar a Medusa embarazada (con el hijo de Black Bolt) en la Tierra; y discutiendo con Black Bolt sobre el uso de Alpha Primitives como esclavos. Él dirige una fuerza inhumana hacia la Tierra para obtener el retorno de las Nieblas Terrigen. Esto va mal ya que muchos humanos cautivos son asesinados por un impaciente Inhumano llamado Jolen. Esto provoca una guerra entre la Tierra y los Inhumanos, y se captura a Gorgon. Él está sujeto a las Nieblas de Terrigen nuevamente. Esto amplifica los poderes de Gorgon y lo transforma en una verdadera bestia con una cabeza de león, garras y rabias incontrolables. Como con los otros Inhumanos, él deja la Luna para ayudarlos a apoderarse del imperio Kree. Más tarde se lo ve con su apariencia más humanoide.
En la historia Inhumana, NuHuman le dispara en la columna vertebral llamado Linaje, está paralizado de cintura para abajo y no puede usar sus poderes.
Como parte de All-New, All-Different Marvel, Gorgon se unió a la misión diplomática creada por Medusa para supervisar las relaciones diplomáticas y manejar los esfuerzos de recuperación de los recién transformados Inhumanos. Durante este tiempo, Gorgon montó en una silla de ruedas especial. Su parálisis es curada más tarde por NuHuman Ash / Panaceum.
Durante la historia de Inhumans vs. X-Men, Gorgon y Crystal son emboscados por Magneto.

## Poderes y habilidades
Posee fuerza sobrehumana y puede levantar aproximadamente 2,5 toneladas, siendo más fuerte que el inhumano medio debido a la particular forma en que la Niebla Terrígena afectó a su estructura genética y física.
El poder de Gorgón está concentrado en sus increíblemente musculadas piernas y en sus pies en forma de cascos (pezuñas). Aproximadamente ¾ partes del peso total de Gorgón se encuentra en la parte inferior de su cuerpo, principalmente en los gruesos y densos músculos de sus muslos. Debido a que tiene este centro de gravedad tan bajo, es extremadamente difícil hacerle perder el equilibrio y cayendo desde prácticamente cualquier altura, caería de pie. Solo con su propia fuerza y poder, es capaz de atravesar 90 cm de sólido roble de un solo golpe, de cualquier manera, las piernas de Gorgón poseen algo más que su gran fuerza natural. Como resultado de la Mutación Terrígena, las piernas de Gorgón son capaces de generar vibraciones a escala molecular de una manera tal que pueden desarrollar un intenso pulso de energía cinética. Estampando sus cascos en el suelo, Gorgón es capaz de liberar esta energía cinética en la forma de una onda dinámica a través de la tierra, o una más difusa, radicalmente propagada onda conmocionadora a lo largo de la superficie de la tierra. Gorgón es capaz de crear temblores sísmicos de más de 7,5 puntos en la Escala Richter con un solo pateo aun mayores, de 8,2 a 9,5, si se encuentra cerca de las líneas de falla de las placas tectónicas. Esta energía cinética solo es generada por un acto voluntario, no se produce espontáneamente cada vez que da un paso. Gorgón puede controlar la intensidad relativa del temblor a voluntad y no le lleva más de unas centésimas de segundo el generar suficiente energía como para crear cualquier efecto a su máxima capacidad. Es capaz de generar y liberar sus ondas de fuerza sísmicas durante varias horas de forma casi constante antes de que la fatiga afecte a su rendimiento.
Gorgón puede liberar la energía cinética a través de sus pezuñas sin estamparlas, pero el acto de estamparlas le sirve como ayuda para enfocar su descarga. Una vez que Gorgón genera su energía, debe liberarla en un plazo de 4.5 segundos antes de que se libere espontáneamente. No puede disipar su energía, una vez que ha sido generada sin liberarla.
Como todos Los Inhumanos, Gorgón es físicamente superior a los seres humanos normales debido a generaciones de experimentación genética. Los atributos en los que Los Inhumanos superan a Los Humanos incluyen velocidad de reacción, fuerza, resistencia a las heridas y velocidad. Los Humanos son superiores a Los Inhumanos en inmunidad a las enfermedades.

## Otras versiones

### Amalgam Comics
En Línea Amalgam, Big Gorgon - una combinación de DC Comics: Big Bear y Marvel de Gorgon - es un miembro del grupo de superhéroes los Un-La gente en el universo Amalgam Comics.

### Tierra X
En la Tierra X, como muchos de sus compañeros Inhumanos, Gorgon de la Tierra X ha sufrido una mutación adicional y posee la cabeza de un toro.

### Marvel Zombies
En Marvel Zombies, la primera vez que se ve a Gorgon zombificado, es parte de una horda de súper zombis que intentan comer a los últimos humanos que quedan en la Tierra. Ellos fallan; los humanos están escoltados a otra realidad. Más tarde, se ve que toda la Familia Real Inhumana ha sido zombificada y ha viajado al dominio de Kingpin para comer de sus clones humanos. Machine Man ataca y Gorgon intenta tomar represalias golpeando el suelo, pero su pierna se cae al instante.

### Ultimate Marvel
En la realidad de Ultimate Marvel, Gorgon es una mujer (la hermana de Medusa y Crystal) y posee la capacidad adicional de hipnotizar a las personas.

## En otros medios

### Televisión
- Gorgon, junto con los otros Inhumanos, apareció en 1978 en el episodio de Los Cuatro Fantásticos "Medusa y los Inhumanos".
- Gorgon aparece en la serie animada Fantastic Four de 1994, episodio de dos partes "Inhumans Saga", con la voz de Michael Dorn.[26]Después de que Maximus derrocara a Black Bolt y se apoderara de los Inhumanos, El fue enviado por Black Bolt a encontrar a Medusa y lucha contra la Antorcha Humana. Gorgon y los Inhumanos son ayudados por los Cuatro Fantásticos a enfrentarse a Maximus, quien provocó que el Gran Refugio quedara atrapado en una cúpula. En "The Sentry Sinister", él siguió usando sus poderes para romper la barrera pero no pudo. Finalmente, Black Bolt usó su voz para romper la barrera. Gorgon estaba feliz de ser libre y los Inhumanos se fueron a un nuevo hogar.

- Gorgon aparece en la serie de Hulk and the Agents of S.M.A.S.H. (2013) con la voz de Nolan North:[26]
  - En la primera temporada, episodio 22 "Naturaleza Inhumana", aparece junto a la familia real en Attilan.
  - En la segunda temporada, titulado "Planeta Monstruo" Pt. 2, Gorgon (junto con Black Bolt y Lockjaw) se encuentran entre los superhéroes que ayudan a los Agentes de S.M.A.S.H. y los Vengadores a luchar contra las fuerzas de la Inteligencia Suprema de los Kree.

- Gorgon aparece también en la tercera temporada de Ultimate Spider-Man, en el episodio 20, "Inhumanidad", expresado de nuevo por Nolan North.[26] Es hipnotizado por Maximus, quién se apoderó de la ciudad de ellos para causar una guerra contra la humanidad, hasta ser liberado por Spider-Man.

- Gorgon aparece en la primera temporada de Guardians of the Galaxy nuevamente con la voz de Nolan North:[26]
  - En el episodio 12, "La Plaga Terrígena", pero solo de cameo al final.
  - En el episodio 21, "El Toque Inhumano", Gorgon y Karnak ayudar a aterrizar el Milano en Attilan seguido por los dos de ellos para ayudar a repararlo. Más adelante, ayudan a los Guardianes de la Galaxia cuando Maximus engaña a su manera de salir de su encierro.
  - En el episodio 23, "He Buscado Mucho Tiempo", es contactado por Star-Lord de averiguar donde está la Semilla Cósmica.

- Aparece en la tercera temporada de Avengers: Ultron Revolution expresado de nuevo por Nolan North:[26]
  - En el episodio 9, "Inhumanos entre Nosotros". Él aparece con Black Bolt, Medusa, Karnak y Lockjaw cuando una nave que transportaba Seeker con los Inhumanos y los Alpha primitivos, se estrella en las montañas cerca de Maple Falls. Durante la lucha de los Vengadores con los Inhumanos, el Capitán América dedica a Gorgon en una pelea en su intento de razonar con él, incluso cuando su lucha pasa por las cataratas del Departamento del Sheriff de arce. Cuando Inferno surge de su capullo Terrigena, los Vengadores y los Inhumanos tuvieron que trabajar juntos para detener a Inferno.
  - En el episodio 10, "La Condición Inhumana", Gorgon se encuentra entre los Inhumanos que son capturados por Ultron. Más tarde es liberado por los Vengadores.
  - En el episodio 23, "Civil War, Parte 1: La Caída de Attilan", Gorgon recibe a los Vengadores a Atillan, luego de capturar a Maximus.
  - En el episodio 26, "Civil War, Parte 4: La Revolución de los Vengadores", Gorgon está siendo controlado por Ultron y junto a Karnak e Inferno, para atacar a los Vengadores.

- Gorgon aparece en la serie de acción en vivo The Inhumans, de la ABC, interpretado por el actor Eme Ikwuakor.[27] En esta versión, es negro y si bien ha amarrado los pies, los oculta con botas especiales que lo hacen parecer normal. Después de que Maximus usurpa el trono, Gorgon es teletransportado por Lockjaw a Hawái, donde comienza a buscar a Tritón.[28] Gorgon se encuentra con un grupo de surfistas que eran exsoldados y ofrecen su ayuda para ayudar a combatir al ejército de Maximus después de que lo salvaron de ahogarse.[29] Juntos, luchan contra las fuerzas de Auran y Maximus, pero después de que uno de los soldados muere con el Inhumano Pulsus. Al morir también, Gorgon los obliga a todos a huir.[30] Gorgon deja al grupo y decide buscar a Karnak.[31] Gorgon finalmente lo encuentra y se reúnen con Black Bolt y Medusa.[32] Gorgon y Karnak se van para rescatar a los aliados de Black Bolt, Sammy y el Dr. Evan Declan. Mientras logran derrotar a Auran y su equipo, Mordis, un Inhumano volátil con una inmensa habilidad destructiva, intenta defenderse. Gorgon frena a Mordis y les dice a todos que salgan del edificio. Luego usa su poder para destruir el edificio, sacrificando su propia vida y matando a Mordis para salvar a su familia.[33] Su cuerpo es devuelto a Attilan, donde Karnak y Auran tratan de devolverlo a la vida en secreto. Pensando que fallaron, se van solo para que Gorgon vuelva a la vida en presencia de Declan.[34] Gorgon mata a Declan y se encuentra con Karnak. Mientras Gorgon puede hablar con claridad, no puede pensar con claridad y parece estar en un estado constante de incomodidad. A pesar de esto, Karnak promete ayudarlo de cualquier manera que pueda. Cuando la falla de Maximus no tiene forma de ser detenida, la ciudad es evacuada y Gorgon escapa a la Tierra con su familia a través de Lockjaw.[35]

### Videojuegos
- Gorgon aparece entre los Inhumanos destacados en el videojuego Marvel: Ultimate Alliance, con la voz de Greg Eagles. Tras la noticia de que Medusa fue corrompida en Medusa Oscura por el Doctor Doom, Gorgon les dice a los jugadores que él, Crystal y Tritón van a luchar contra el Doctor Doom y lo harán cambiar de Medusa mientras los héroes se dirigen al mundo natal de Skrull.
- Aparece también como personaje jugable en Marvel: Avengers Alliance, juego disponible en Facebook.
- Gorgon es un personaje jugable en el juego móvil Marvel Future Fight.[36]
- Gorgon es un personaje jugable en el juego móvil Marvel Avengers Academy.
- Gorgon aparece como un personaje jugable en Lego Marvel Super Heroes 2.[37]